# Jaume Fort
Jaume Fort Mauri, né le 25 juillet 1966 à Cardedeu, est un ancien joueur de handball Espagnol évoluant au poste de gardien de but.

## Résultats

### Sélection nationale
Jaume Fort Mauri cumule 177 sélections en équipe d'Espagne entre le 1er août 1988 et le 22 janvier 2000 :
Jeux olympiques
- 9e place aux Jeux olympiques de 1988 à Séoul,  Corée du Sud
- 5e place aux Jeux olympiques de 1992 à Barcelone,  Espagne
- Médaille de bronze aux Jeux olympiques de 1996 à Atlanta,  États-Unis

Championnats du monde
- 4e place au Championnat du monde B 1989
- 5e place au Championnat du monde 1990
- 5e place au Championnat du monde 1993
- 11e place au Championnat du monde 1995
- 8e place au Championnat du monde 1997
- 4e place au Championnat du monde 1999

Championnats d'Europe
- 5e place au Championnat d'Europe 1994
- Médaille d'argent au Championnat d'Europe 1996
- Médaille d'argent au Championnat d'Europe 1998
- Médaille de bronze au Championnat d'Europe 2000

Autres
- Médaille de bronze aux Goodwill Games de 1990
- Médaille d'or à la Supercoupe des nations en 1991
- Médaille de bronze à la Coupe du monde des nations en 1992

### En club
Compétitions internationales
- Coupe d'Europe des vainqueurs de coupe
  - Vainqueur (1) : , 1998
  - Finaliste (2) 1996 et 1999
- Vainqueur de la Coupe de l'EHF (1) : 1994
- Finaliste de la Ligue des champions (1) : 2005

Compétitions nationales
- Vainqueur de la Coupe du Roi (2) : 1992 et 1995
- Vainqueur de la Coupe ASOBAL (2) : 1997 et 1998
- Vainqueur de la Supercoupe d'Espagne (1) : 1994/95
- Vainqueur de la Supercoupe d'Allemagne (1) : 1999
- Deuxième du Championnat d'Allemagne (1) : 2000

### Distinctions individuelles
- Élu meilleur gardien de but du Championnat d'Europe 1996
- Bundesliga-All-Star 2000, 2002 et 2003